# Arctic Race of Norway 2017
L'Arctic Race of Norway 2017, quinta edizione della corsa, valevole come prova dell'UCI Europe Tour 2017 categoria 2.HC, si svolse in quattro tappe dal 10 al 13 agosto 2017 su un percorso di 687 km, con partenza da Engenes e arrivo a Tromsø, in Norvegia. La vittoria fu appannaggio del belga Dylan Teuns, che completò il percorso in 15h56'15" precedendo il norvegese August Jensen e l'olandese Michel Kreder.
Al traguardo di Tromsø 98 ciclisti, su 123 partiti da Engenes, portarono a termine la competizione.

## Tappe
| Tappa  | Data      | Percorso                     | km    | Vincitore di tappa | Leader cl. generale |
| ------ | --------- | ---------------------------- | ----- | ------------------ | ------------------- |
| 1ª     | 10 agosto | Engenes > Narvik             | 156,5 | Dylan Teuns        | Dylan Teuns         |
| 2ª     | 11 agosto | Sjøvegan > Bardufoss Airport | 184,5 | Alexander Kristoff | Dylan Teuns         |
| 3ª     | 12 agosto | Lyngseidet > Finnvikdalen    | 185,5 | August Jensen      | Dylan Teuns         |
| 4ª     | 13 agosto | Tromsø > Tromsø              | 160,5 | Dylan Teuns        | Dylan Teuns         |
| Totale | Totale    | Totale                       | 687   |                    |                     |

## Squadre e corridori partecipanti
| N.      | Cod. | Squadra                  |
| ------- | ---- | ------------------------ |
| 1-6     | KAT  | Team Katusha Alpecin     |
| 11-15   | BMC  | BMC Racing Team          |
| 21-25   | ABS  | Aqua Blue Sport          |
| 31-36   | SVB  | Sport Vlaanderen-Baloise |
| 41-46   | TJI  | Joker Icopal             |
| 51-56   | DEN  | Direct Énergie           |
| 61-66   | DDD  | Team Dimension Data      |
| 71-76   | AST  | Astana Pro Team          |
| 81-85   | SUN  | Team Sunweb              |
| 91-96   | TCO  | Team Coop                |
| 101-106 | NIP  | Nippo-Vini Fantini       |

| N.      | Cod. | Squadra                          |
| ------- | ---- | -------------------------------- |
| 111-116 | TFO  | Fortuneo-Oscaro                  |
| 121-126 | WGG  | Wanty-Groupe Gobert              |
| 131-136 | COF  | Cofidis, Solutions Crédits       |
| 141-146 | TSS  | Team Sparebanken Sør             |
| 151-156 | DMP  | Delko Marseille Provence KTM     |
| 161-166 | WVA  | WB Veranclassic Aquality Protect |
| 171-176 | CCC  | CCC Sprandi Polkowice            |
| 181-186 | GAZ  | Gazprom-RusVelo                  |
| 191-196 | TNN  | Team Novo Nordisk                |
| 201-206 | FIX  | Team FixIT.no                    |

## Dettagli delle tappe

### 1ª tappa
- 10 agosto: Engenes > Narvik – 156,5 km

Risultati
| Pos. | Corridore        | Squadra | Tempo    |
| ---- | ---------------- | ------- | -------- |
| 1    | Dylan Teuns      | BMC     | 3h36'14" |
| 2    | August Jensen    | Coop    | a 2"     |
| 3    | Andrea Pasqualon | Wanty   | s.t.     |

| Pos. | Corridore        | Squadra | Tempo    |
| ---- | ---------------- | ------- | -------- |
| 1    | Dylan Teuns      | BMC     | 3h36'04" |
| 2    | August Jensen    | Coop    | a 6"     |
| 3    | Andrea Pasqualon | Wanty   | a 8"     |

### 2ª tappa
- 11 agosto: Sjøvegan > Bardufoss Airport – 184,5 km

Risultati
| Pos. | Corridore          | Squadra | Tempo    |
| ---- | ------------------ | ------- | -------- |
| 1    | Alexander Kristoff | Katusha | 4h14'20" |
| 2    | Hugo Hofstetter    | Cofidis | s.t.     |
| 3    | Andrea Pasqualon   | Wanty   | s.t.     |

| Pos. | Corridore          | Squadra | Tempo    |
| ---- | ------------------ | ------- | -------- |
| 1    | Dylan Teuns        | BMC     | 7h50'23" |
| 2    | Andrea Pasqualon   | Wanty   | a 2"     |
| 3    | Alexander Kristoff | Katusha | a 3"     |

### 3ª tappa
- 12 agosto: Lyngseidet > Finnvikdalen – 185,5 km

Risultati
| Pos. | Corridore     | Squadra | Tempo    |
| ---- | ------------- | ------- | -------- |
| 1    | August Jensen | Coop    | 4h19'05" |
| 2    | Dylan Teuns   | BMC     | s.t.     |
| 3    | Dorian Godon  | Cofidis | s.t.     |

| Pos. | Corridore     | Squadra   | Tempo     |
| ---- | ------------- | --------- | --------- |
| 1    | Dylan Teuns   | BMC       | 12h09'22" |
| 2    | August Jensen | Coop      | a 3"      |
| 3    | Michel Kreder | Aqua Blue | a 17"     |

### 4ª tappa
- 13 agosto: Tromsø > Tromsø – 160,5 km

Risultati
| Pos. | Corridore         | Squadra | Tempo    |
| ---- | ----------------- | ------- | -------- |
| 1    | Dylan Teuns       | BMC     | 3h47'03" |
| 2    | Loïc Chetout      | Cofidis | a 11"    |
| 3    | Sven Erik Bystrøm | Katusha | s.t.     |

| Pos. | Corridore     | Squadra   | Tempo     |
| ---- | ------------- | --------- | --------- |
| 1    | Dylan Teuns   | BMC       | 15h56'15" |
| 2    | August Jensen | Coop      | a 29"     |
| 3    | Michel Kreder | Aqua Blue | a 43"     |

## Evoluzione delle classifiche
| Tappa              | Vincitore          | Classifica generale Maglia blu | Classifica a punti Maglia verde | Classifica scalatori Maglia salmone | Classifica giovani Maglia bianca | Classifica a squadre Numero giallo | Premio combattività Numero rosso |
| ------------------ | ------------------ | ------------------------------ | ------------------------------- | ----------------------------------- | -------------------------------- | ---------------------------------- | -------------------------------- |
| 1ª                 | Dylan Teuns        | Dylan Teuns                    | Dylan Teuns                     | Bernhard Eisel                      | Dylan Teuns                      | Joker Icopal                       | Bernhard Eisel                   |
| 2ª                 | Alexander Kristoff | Dylan Teuns                    | Andrea Pasqualon                | Bernhard Eisel                      | Dylan Teuns                      | Joker Icopal                       | Dimitri Claeys                   |
| 3ª                 | August Jensen      | Dylan Teuns                    | Dylan Teuns                     | Bernhard Eisel                      | Dylan Teuns                      | Joker Icopal                       | Ole André Austevoll              |
| 4ª                 | Dylan Teuns        | Dylan Teuns                    | Dylan Teuns                     | Bernhard Eisel                      | Dylan Teuns                      | Joker Icopal                       | Dimitri Claeys                   |
| Classifiche finali | Classifiche finali | Dylan Teuns                    | Dylan Teuns                     | Bernhard Eisel                      | Dylan Teuns                      | Joker Icopal                       | non assegnato                    |

Maglie indossate da altri ciclisti in caso di due o più maglie vinte
- Nella 2ª e nella 4ª tappa August Jensen ha indossato la maglia verde al posto di Dylan Teuns.
- Nella 2ª e 3ª tappa Markus Hoelgaard ha indossato la maglia bianca al posto di Dylan Teuns.
- Nella 4ª tappa Quentin Pacher ha indossato la maglia bianca al posto di Dylan Teuns.

## Classifiche finali

### Classifica generale - Maglia blu
| Pos. | Corridore          | Squadra   | Tempo     |
| ---- | ------------------ | --------- | --------- |
| 1    | Dylan Teuns        | BMC       | 15h56'15" |
| 2    | August Jensen      | Coop      | a 29"     |
| 3    | Michel Kreder      | Aqua Blue | a 43"     |
| 4    | Alexander Kristoff | Katusha   | a 45"     |
| 5    | Eliot Lietaer      | Sport Vl. | s.t.      |
| 6    | Quentin Pacher     | Delko     | s.t.      |
| 7    | Bjørn Tore Hoem    | Joker     | a 49"     |
| 8    | Carl Fredrik Hagen | Joker     | s.t.      |
| 9    | A. Gebreigzabhier  | Dimension | a 55"     |
| 10   | Andrij Hrivko      | Astana    | a 57"     |

### Classifica a punti - Maglia verde
| Pos. | Corridore          | Squadra | Punti |
| ---- | ------------------ | ------- | ----- |
| 1    | Dylan Teuns        | BMC     | 43    |
| 2    | August Jensen      | Coop    | 27    |
| 3    | Alexander Kristoff | Katusha | 23    |
| 4    | Andrea Pasqualon   | Wanty   | 21    |
| 5    | Olivier Pardini    | WB      | 13    |

### Classifica scalatori - Maglia salmone
| Pos. | Corridore      | Squadra   | Punti |
| ---- | -------------- | --------- | ----- |
| 1    | Bernhard Eisel | Dimension | 24    |
| 2    | Dimitri Claeys | Cofidis   | 12    |
| 3    | Daniel Díaz    | Delko     | 10    |
| 4    | Erwann Corbel  | Fortuneo  | 6     |
| 5    | August Jensen  | Coop      | 5     |

### Classifica giovani - Maglia bianca
| Pos. | Corridore         | Squadra   | Tempo     |
| ---- | ----------------- | --------- | --------- |
| 1    | Dylan Teuns       | BMC       | 15h56'15" |
| 2    | Quentin Pacher    | Delko     | a 45"     |
| 3    | A. Gebreigzabhier | Dimension | a 55"     |
| 4    | Jonas Koch        | CCC       | a 59"     |
| 5    | Ivan Savickij     | Gazprom   | a 1'01"   |

### Classifica a squadre
| Pos. | Squadra                          | Tempo     |
| ---- | -------------------------------- | --------- |
| 1    | Joker Icopal                     | 47h51'36" |
| 2    | CCC Sprandi Polkowice            | a 1'14"   |
| 3    | Sport Vlaanderen-Baloise         | a 3'54"   |
| 4    | WB Veranclassic Aquality Protect | a 4'43"   |
| 5    | Team Dimension Data              | a 5'31"   |